# Sporanaerobacter
Sporanaerobacter è un genere di batterio appartenente alla famiglia delle Peptostreptococcaceae.